# Immigration d'Afrique sub-saharienne à Paris
L'aire urbaine de Paris compte une population originaire d'Afrique subsaharienne. Elle comptait 54 000 personnes de nationalités africaines, hors Maghreb (Algérie, Maroc et Tunisie), selon le recensement français de 2009. Les pays d'origine en Afrique subsaharienne sont principalement le Burkina Faso, la République démocratique du Congo, la Guinée, le Mali et le Sénégal.
Une augmentation significative des personnes d'origine africaine subsaharienne résidant à Paris a été observée entre 1960 et 1992.

## Géographie
Aux alentours de 1995, les 18e, 19e et 20e arrondissements de Paris étaient les lieux privilégiés d'implantation des Africains subsahariens. En outre, les municipalités de banlieue suivantes ont accueilli des Africains : Charenton-le-Pont, Issy-les-Moulineaux, Ivry-sur-Seine, Montreuil et Pantin.
Les Montreuillois surnomment souvent de manière caricaturale la ville « deuxième ville malienne après Bamako », ou parfois « Mali-sous-Bois » ou « Bamako-sur-Seine », même si la Seine ne traverse pas la ville. Montreuil compte en effet une importante population malienne : plus de 2 000 habitants selon l'INSEE en 1999, entre 6 000 et 10 000 personnes selon la mairie, qui estime que Montreuil compte la plus grande communauté malienne de France. 10% de la population est malienne ou d'origine malienne.

## Culture
Le style musical coupé-décalé accentue la relation entre Abidjan, en Côte d'Ivoire, et Paris.

## Personnalités célèbres
- Luc Abalo
- Oumar Bakari
- Amedy Coulibaly
- Bira Dembélé
- Mana Dembélé
- Alou Diarra
- Boukary Dramé
- Tripy Makonda
- André Matsoua
- Dany N'Guessan
- Bakary Sako
- Mamadou Samassa (footballeur né en 1990)
- Oumar Sissoko
- Alassane També
- Bain Traoré
- Ibrahima Traoré
- Makan Traoré (footballeur né en 1992)